# Viru väljak

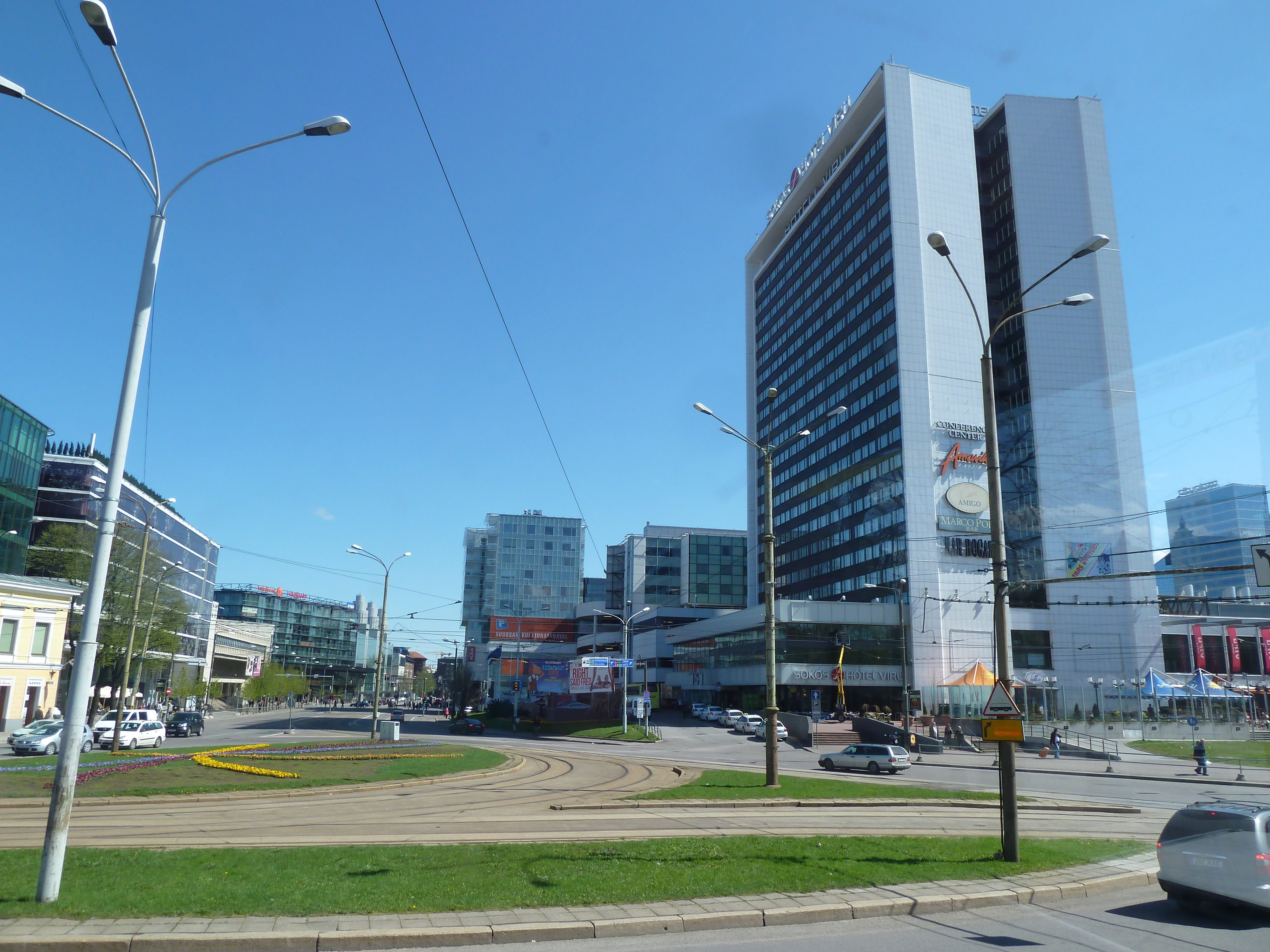

Viru väljak – plac w Tallinnie, w Śródmieściu (Kesklinn). 

## Historia
Do początku XVIII w. za bramą Viru i średniowiecznymi murami obronnymi znajdowały się stawy. Następnie na terenie między murami a wzniesionymi w pierwszej dekadzie XVIII w. umocnieniami (półbastion Uus i reduta Stremberga) powstała otwarta przestrzeń, na której zaczął funkcjonować m.in. plac targowy nazywany ruskim lub rosyjskim rynkiem (Vene turg). W tym bowiem miejscu na sprzedaż swój wystawiali rosyjscy kupcy handlujący produktami rolnymi. Rynek funkcjonował także w XIX w. po rozbiórce XVIII-wiecznych fortyfikacji i urządzeniu trzech odchodzących od placu bulwarów. Począwszy od połowy XIX w. po północno-wschodniej stronie placu rozwijał się przemysłowy Kwartał Rotermanna. Pierwszym wchodzącym w jego skład budynkiem był dom handlowy założony przez Christiana Abrahama Rotermanna. Budynek ten został następnie wykupiony przez władze miejskie z przeznaczeniem na Gimnazjum Aleksandrowskie. W 1865 r. na południe od placu urządzono park miejski. Natomiast po południowej i wschodniej stronie placu w 1873 r. wzniesiono jedno- i dwukondygnacyjne drewniane pawilony handlowe, które znajdowały się w tym miejscu do 1918 r.

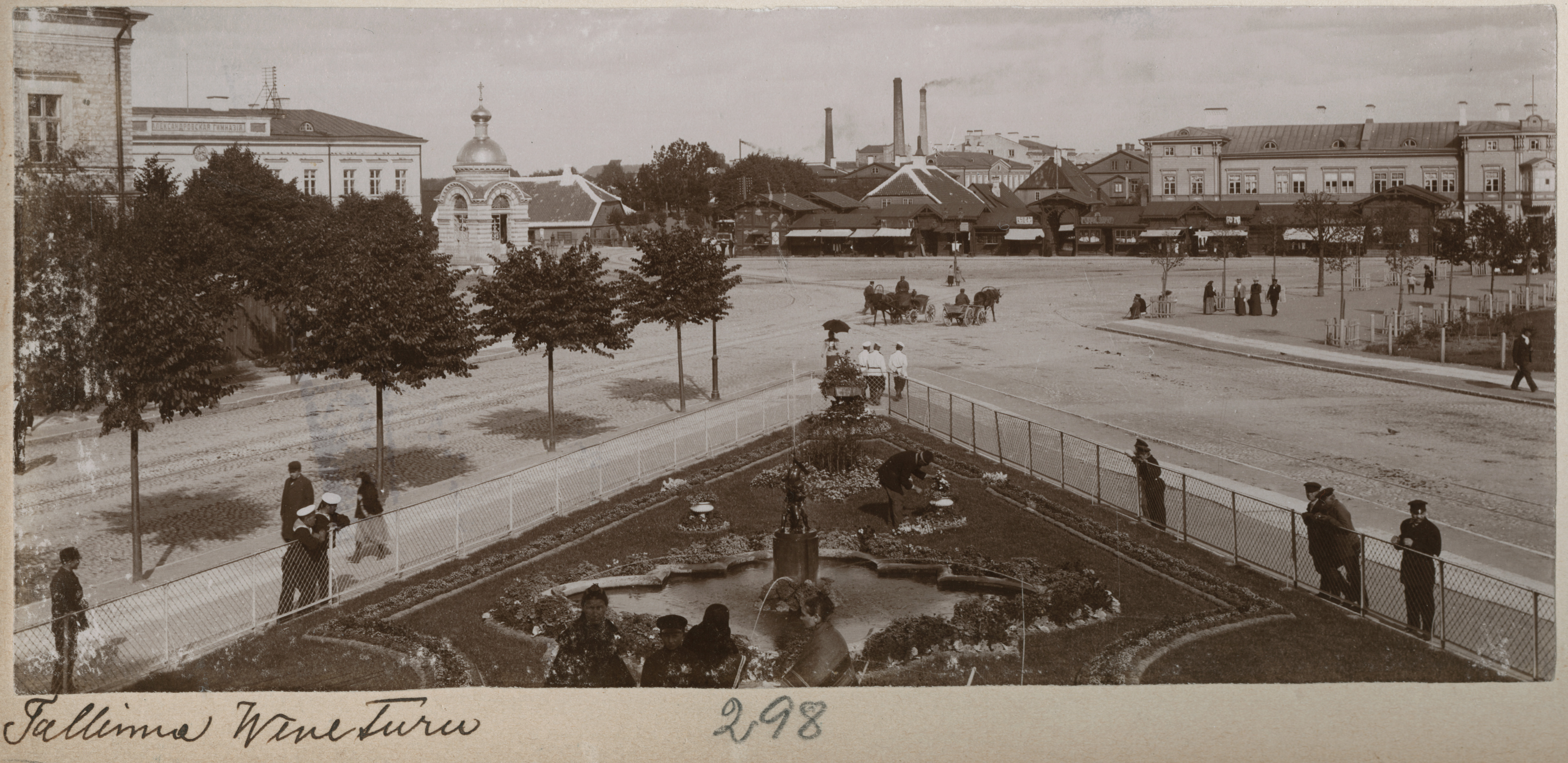
Widok placu na przełomie XIX i XX w.

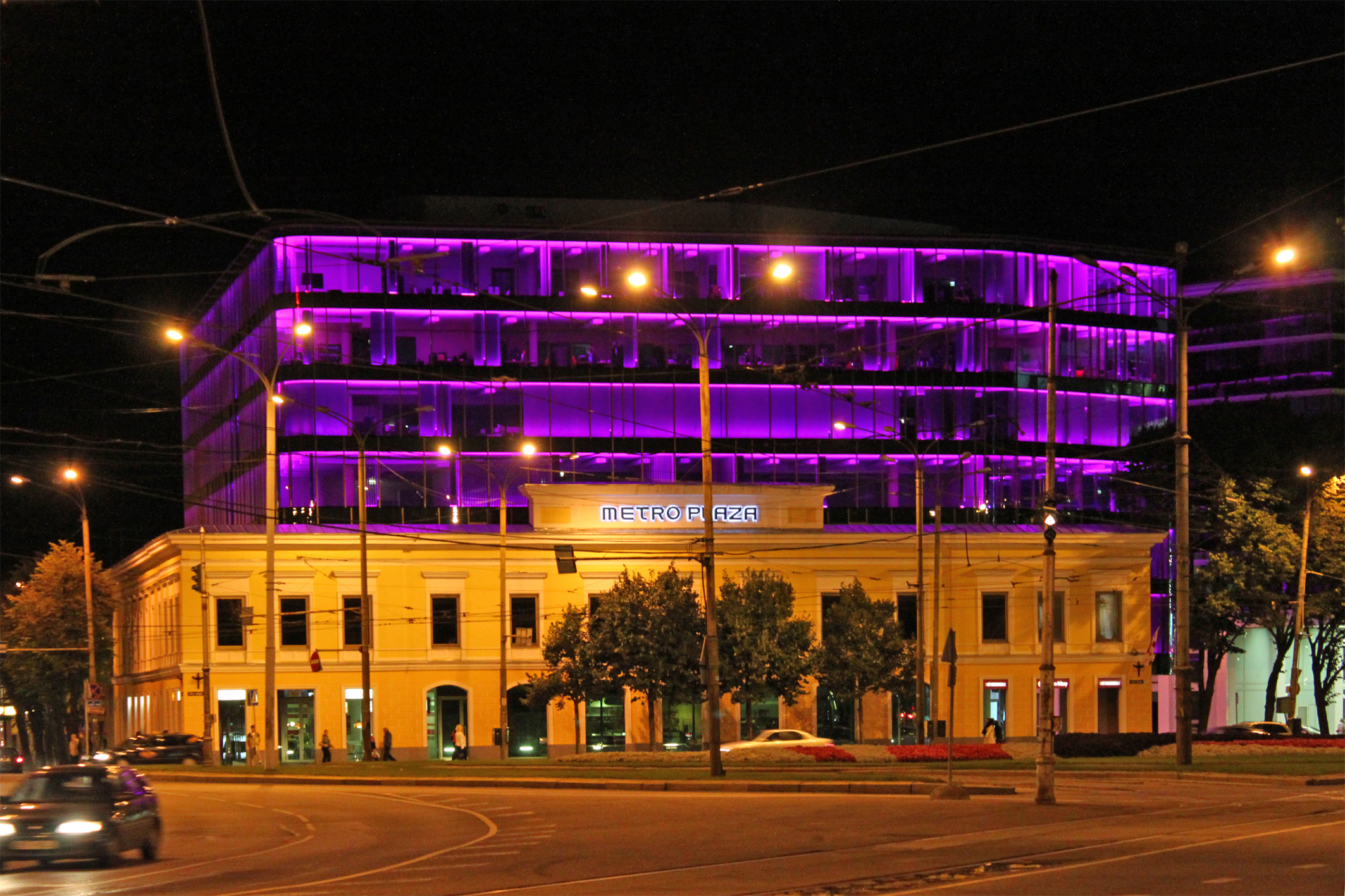
Dawny budynek domu handlowego Rotermanna i Gimnazjum Aleksandrowskiego, nadbudowany i zaadaptowany na centrum handlowe

W 1888 r. przez plac targowy poprowadzono pierwszą w Tallinnie konną linię tramwajową w kierunku Kadriorgu (na wschód), a następnie również inne linie tramwajowe. Również w 1888 r. na placu wzniesiono prawosławną kaplicę św. Aleksandra Newskiego. Natomiast w 1909 r. na plac przeniesiono rynek sienny, dotąd funkcjonujący przy bramie Harju.
Po uzyskaniu niepodległości przez Estonię wygląd placu uległ poważnym zmianom. Na miejscu drewnianych pawilonów wzniesiono obszerny budynek muzeum sztuki, w 1922 r. rozebrano prawosławną kaplicę. Na plac przeniesiono miejski dworzec autobusowy. W 1939 r. plac otrzymał nazwę Viru odnoszącą się do jednej z historycznych prowincji Estonii.
W 1940 r., po aneksji Estonii do ZSRR, placowi nadano imię Stalina. Podczas okupacji niemieckiej nosił nazwę Wierländischer Platz. W marcu 1944 r. podczas bombardowania Tallinna przez radzieckie siły powietrzne uległ zniszczeniu budynek muzeum sztuki oraz część domów mieszkalnych w zabudowie sąsiednich ulic. Po ponownym przyłączeniu Estonii do ZSRR placowi przywrócono imię Stalina, w 1960 r. przemianowano go na plac Centralny, by ostatecznie w 1970 r. przywrócić nazwę Viru. Również w latach 60. przeniesiono na nowe miejsce talliński dworzec autobusowy.
Bezpośrednio po II wojnie światowej opracowany został plan całkowitego przekształcenia placu i otoczenia go zabudową w monumentalnym stylu socrealistycznym, która miałaby zastąpić budynki zniszczone podczas bombardowań w 1944 r. Ich ruiny usunięto jeszcze w 1945 r. Planowano m.in. wzniesienie Pałacu Rad oraz pomnika Zwycięstwa. Cały kompleks zabudowań miał stanowić symbol nowej, radzieckiej Estonii, swoistą przeciwwagę dla nieodległego Placu Ratuszowego. Na konkurs na projekt pomnika nadesłano z całego ZSRR 136 prac, ostatecznie jednak żadnej nie zrealizowano.
W 1958 r. przy placu wzniesiony został gmach Eesti Energia (obecnie centrum handlowe), zaś w latach 1968-1972 - 23-piętrowy hotel Viru, pierwszy wysokościowiec w Tallinnie. W 1978 r. w parku na południe od placu ustawiono pomnik estońskiego pisarza Antona Hansena Tammsaare, którego imię nadano następnie również otaczającemu go parkowi. Na pocz. XXI w. do budynku hotelu Viru dostawiono centrum handlowe o tej samej nazwie, natomiast po przeciwległej stronie placu powstał Nordic Hotel Forum.